# Mujer leyendo
Mujer leyendo es una pintura de Henri Matisse realizada en 1894, durante su formación en la Escuela de Artes Decorativas y el taller de Gustave Moreau, y por tanto anterior a su periodo personal y su militancia dentro del grupo «fauve». En 1896 el estado francés lo adquirió para el castillo de Rambouillet. Forma parte de la colección del Museo de Arte Moderno de París.